# Matts Roos
Matts Gustav Wilhelm Roos, född 28 oktober 1931 i Helsingfors, är en finländsk fysiker.
Roos blev student 1949, diplomingenjör 1956, teknologie licentiat 1960 och teknologie doktor 1967. Han tjänstgjorde vid CERN i Genève 1965–1971, blev biträdande professor i kärnfysik vid Helsingfors universitet 1970 och innehade en personlig e.o. professur i partikelfysik 1977–1996. 
Roos var under 1970-talet känd som kärnkraftsmotståndare och var grundare av och ordförande (1976–1979) i Energipolitiska föreningen – Alternativ till kärnkraft. Han har medverkat i redigerandet av omfattande tabellverk över elementarpartiklar. Han ägnar sig även åt måleri, huvudsakligen av abstrakt karaktär, ursprungligen som amatör, men efter att ha deltagit i en rad utställningar, alltmer professionellt.

## Utmärkelser
- Riddartecknet av I klass av Finlands Vita Ros’ orden[2]

[Redigera Wikidata]